# Amauris altumi
Amauris altumi är en fjärilsart som beskrevs av Edward Bagnall Poulton 1929. Amauris altumi ingår i släktet Amauris och familjen praktfjärilar. Inga underarter finns listade i Catalogue of Life.